# Only You (chanson de Yazoo)
Pour les articles homonymes, voir Only You.
Singles de Yazoo
Don't Go
(1982)
Only You est une chanson écrite et composée par Vince Clarke et interprétée par le groupe britannique de new wave Yazoo. Sortie en single en 1982, elle est extraite de l'album Upstairs at Eric's.
Elle connaît un succès international. Sa reprise en 1983 dans une version a cappella par le groupe The Flying Pickets, remporte également un grand succès, se classant en tête des ventes dans plusieurs pays.

## Histoire de la chanson
Only You est une ballade synthpop que Vince Clarke a écrite et composée alors qu'il faisait partie de Depeche Mode, mais elle a été rejetée par les autres membres. Après son départ du groupe, il forme le duo Yazoo avec la chanteuse Alison Moyet dont la puissante voix soul correspond exactement à ce qu'il veut pour l'interprétation de Only You.
Premier single enregistré par Yazoo, il sort au Royaume-Uni le 15 mars 1982 où il atteint la deuxième place du classement des ventes. Le succès s'étend dans plusieurs pays en Europe puis aux États-Unis où la chanson entre dans le Billboard Hot 100, culminant à la 67e place en avril 1983.
La collaboration entre Vince Clarke et Alison Moyet ne devait durer que le temps d'un single, mais après le succès rencontré par Only You, la maison de disque a demandé au duo de continuer en enregistrant un album, ce qu'il a fait avec Upstairs at Eric's qui donnera un nouveau tube international avec Don't Go.
Dans une interview accordée au magazine Mojo en février 2013, Vince Clarke a déclaré que la chanson The Sound of Silence de Simon and Garfunkel l'avait influencé pour la composition de Only You.
Une version remixée est commercialisée en août 1999 afin de promouvoir la compilation Only Yazoo - The Best of Yazoo.
Une nouvelle orchestration est sortie en 2017 et sortie en single.
En été 2019, la version originale de la chanson connaît un regain d'intérêt en servant de fond musical pour l'un des spots publicitaires diffusés à la télévision par la société Booking.com.

## Face B
Situation, la chanson en face B du single, aura les honneurs de la face A sur un autre single sorti plusieurs mois plus tard en Amérique du Nord et dans quelques pays européens dans une version remixée par François Kevorkian. Version qui figure sur l'édition nord américaine de l'album Upstairs at Eric's.

## Classements hebdomadaires
| Classement (1982-1983)                 | Meilleure position |
| -------------------------------------- | ------------------ |
| Allemagne (GfK Entertainment)          | 72                 |
| Australie (Kent Music Report)          | 7                  |
| Belgique (Flandre Ultratop 50 Singles) | 39                 |
| États-Unis (Billboard Hot 100)         | 67                 |
| Irlande (IRMA)                         | 5                  |
| Italie (FIMI)                          | 32                 |
| Royaume-Uni (UK Singles Chart)         | 2                  |

| Classement (1999)              | Meilleure position |
| ------------------------------ | ------------------ |
| Royaume-Uni (UK Singles Chart) | 38                 |
| Suède (Sverigetopplistan)      | 47                 |

## Certifications
| Pays              | Certification | Unités certifiées |
| ----------------- | ------------- | ----------------- |
| Royaume-Uni (BPI) | Or            | 400 000           |

## Version des Flying Pickets
Singles de The Flying Pickets
When You're Young and in Love
(1984)
Only You est le premier single du groupe vocal britannique The Flying Pickets sorti en novembre 1983, extrait de l'album Lost Boys.
Cette version devient la première chanson interprétée a cappella à être no 1 des ventes de singles au Royaume-Uni, place qu'elle conserve pendant cinq semaines consécutives. Elle arrive également numéro un en Irlande et en Allemagne.
Le groupe a aussi enregistré la chanson en français sous le titre Seulement vous avec des paroles de Pierre Darjean, en espagnol sous le titre Si no estas et en allemand (Nur dein clown).

### Classements hebdomadaires
| Classement (1983-1984)                 | Meilleure place |
| -------------------------------------- | --------------- |
| Allemagne (GfK Entertainment)          | 1               |
| Australie (Kent Music Report)          | 61              |
| Autriche (Ö3 Austria Top 40)           | 3               |
| Belgique (Flandre Ultratop 50 Singles) | 3               |
| Canada (RPM 50 Singles)                | 17              |
| France (SNEP)                          | 18              |
| Irlande (IRMA)                         | 1               |
| Nouvelle-Zélande (RMNZ)                | 9               |
| Pays-Bas (Nederlandse Top 40)          | 4               |
| Pays-Bas (Single Top 100)              | 5               |
| Royaume-Uni (UK Singles Chart)         | 1               |
| Suède (Sverigetopplistan)              | 3               |
| Suisse (Schweizer Hitparade)           | 2               |

### Certifications
| Pays              | Certification | Unités certifiées |
| ----------------- | ------------- | ----------------- |
| Royaume-Uni (BPI) | Or            | 500 000           |

## Autres reprises et adaptations
De nombreux artistes ont repris la chanson parmi lesquels Rita Coolidge, Richard Clayderman en version instrumentale, Gregorian, And One, Jason Donovan ou encore Selena Gomez sur la bande originale de la série télévisée 13 Reasons Why.
Enrique Iglesias l'a adaptée et interprétée en espagnol sous le titre Sólo en tí en 1997. Cette version arrive en tête du classement Latin Songs du Billboard aux États-Unis.
D'autres adaptations par divers artistes existent en allemand, en finnois, en norvégien et en suédois.
Mireille Mathieu l'a chantée en français en 1984 sous le titre On est bien ainsi qu'en allemand : Mon amour (in den Armen deiner Zärtlichkeit).
En 1987, c'est au tour du chanteur Raphaël Preston de l'enregistrer en français sous le titre Rien qu'à toi.
Plusieurs reprises sont entrées dans les classements des ventes de différents pays: un collectif nommé Rappers Against Racism feat. Trooper, classée en Allemagne et en Italie en 1999, le DJ et producteur allemand Jan Wayne (en) en 2002 (en Allemagne, en Autriche, en Belgique et aux Pays-Bas), le groupe allemand Lemon Ice en 2007 (en Allemagne, en Autriche et en Finlande), la chanteuse suédoise Amy Diamond, classée 9e dans son pays en 2010 et le duo Kylie Minogue-James Corden en Écosse en 2015.

### Classements hebdomadaires
| Classement (1999)             | Meilleure place |
| ----------------------------- | --------------- |
| Allemagne (GfK Entertainment) | 59              |
| Italie (FIMI)                 | 11              |

| Classement (2002)                      | Meilleure place |
| -------------------------------------- | --------------- |
| Allemagne (GfK Entertainment)          | 14              |
| Autriche (Ö3 Austria Top 40)           | 17              |
| Belgique (Flandre Ultratop 50 Singles) | 20              |
| Pays-Bas (Nederlandse Top 40)          | 19              |
| Pays-Bas (Single Top 100)              | 10              |

| Classement (2007)                  | Meilleure place |
| ---------------------------------- | --------------- |
| Allemagne (GfK Entertainment)      | 21              |
| Autriche (Ö3 Austria Top 40)       | 34              |
| Finlande (Suomen virallinen lista) | 6               |

| Classement (2010)         | Meilleure place |
| ------------------------- | --------------- |
| Suède (Sverigetopplistan) | 9               |

| Classement (2015) | Meilleure place |
| ----------------- | --------------- |
| Écosse (OCC)      | 74              |